# Обыкновенный емуранчик
Обыкновенный емуранчик (лат. Stylodipus telum) — мелкий грызун из семейства тушканчиковых.

## Название
Название Dipus halticus (Brandt, 1844) обычно включаемое в синонимику этого вида, не имеет номенклатурного статуса. Оно представляет собой ошибочное использование названия Dipus halticus Illiger, 1825, относящегося к одной из форм Allactaga (Allactaga sibirica Forster).

## Ареал
Обитает на ряде территорий Китая, Казахстана, Туркменистана, Украины, Узбекистана; в России от песков низовьев Дона и западного Прикаспия до восточной части Зайсанской котловины и левобережья Иртыша.

## Внешний вид
Длина тела составляет 9-12 см, задней ступни — 4,6-5,1 см. Голова округлой формы, морда укорочена, уши относительно небольшие. Задние конечности трёхпалые. Волосы на конце хвоста образуют небольшую «кисточку» тёмного цвета. Окраска верха от буровато-серой до охристо-буроватой, брюхо белое, волосы на нижней стороне пальцев тёмные.

## Образ жизни
Активен в тёмное время суток. Бегает плохо, предпочитает затаиваться среди растительности. С наступлением зимы залегает в спячку, пробуждение происходит с началом вегетации. Живёт в норах, число входов от 1 до 6. Беременные самки встречаются с середины марта до середины августа, с «пиком» в апреле.